# Jacques Lisfranc de St. Martin
Jacques Lisfranc de St. Martin (2 aprile 1787 – 13 maggio 1847) è stato un medico francese, pioniere della chirurgia e della ginecologia.

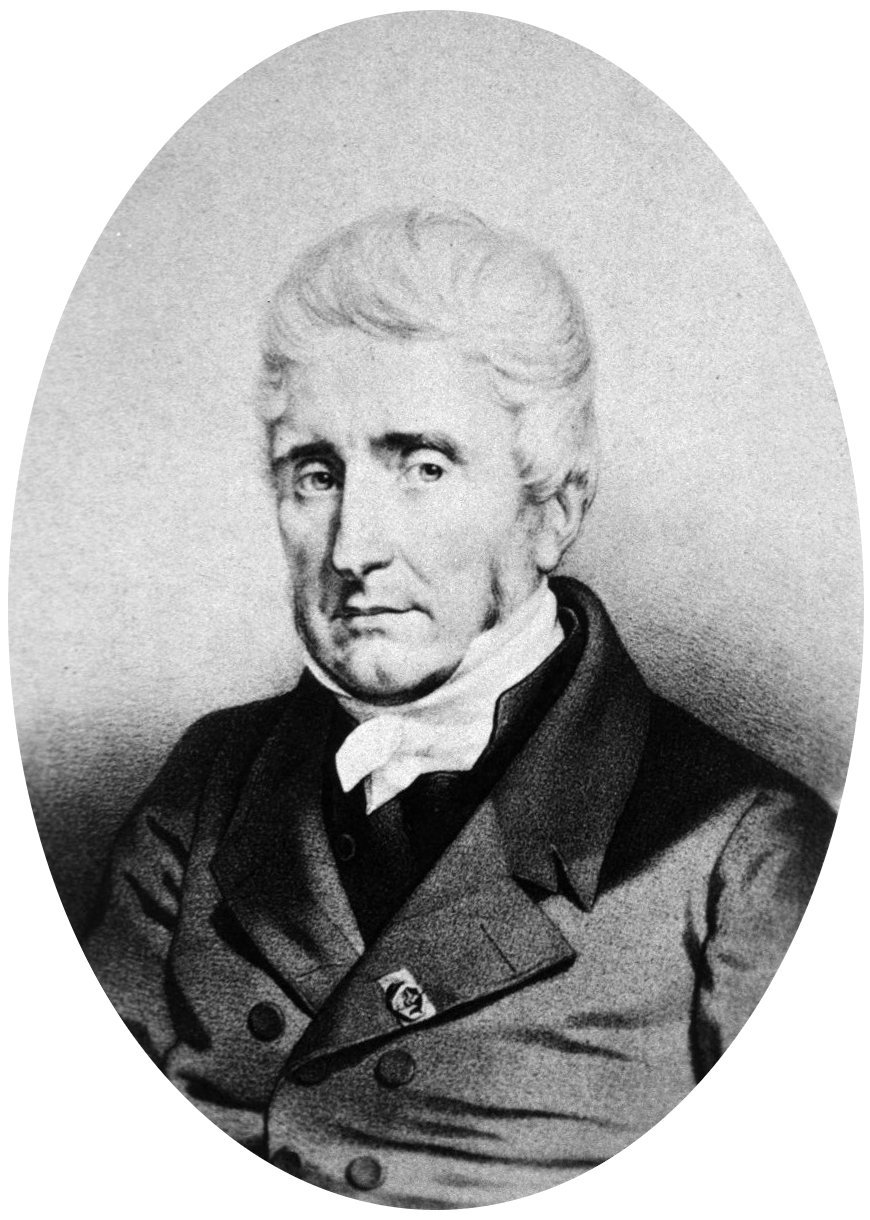
Jacques Lisfranc de St. Martin

Eseguì per la prima volta un gran numero di operazioni chirurgiche come la rimozione del retto, la rimozione di calcoli renali e l'amputazione della cervice uterina.
In suo onore sono associati al suo nome l'articolazione del Lisfranc e la frattura del Lisfranc.
Jacques Lisfranc morì il 13 maggio del 1847 e fu seppellito al Cimitero di Montparnasse a Parigi.